# Natação nos Jogos Olímpicos de Verão da Juventude de 2014 - 4x100 m estilos Mistos
As provas de natação' dos' 4x100 m livres mistos nos Jogos Olímpicos de Verão da Juventude de 2014 decorreram a 22 de Agosto de 2014 no Centro Olímpico de Desportos de Nanquim em Nanquim, China. A China venceu o Ouro ao completar a prova em 3m49.33. A Prata foi da Rússia e a Austrália foi medalha de Bronze.

## Medalhistas
| Ouro   | CHN China     |
| Prata  | RUS Rússia    |
| Bronze | AUS Austrália |

## Resultados da final
| Pos.              | Linha | Nadadores País                                                                                      | Tempo total | Diferença |
| ----------------- | ----- | --------------------------------------------------------------------------------------------------- | ----------- | --------- |
| Medalha de ouro   | 6     | Li Guangyuan (M) He Yun (F) Zhang Yufei (F) Yu Hexin (M) CHN China                                  | 3:49.33     |           |
| Medalha de prata  | 3     | Irina Prikhodko (F) Anton Chupkov (M) Aleksandr Sadovnikov (M) Daria Ustinova (F) RUS Rússia        | 3:50.86     | +1.53     |
| Medalha de bronze | 7     | Amy Forrester (F) Grayson Bell (M) Nicholas Brown (M) Ami Matsuo (F) AUS Austrália                  | 3:52.45     | +3.12     |
| 4                 | 4     | Natalia de Luccas (F) Andreas Mickosz (M) Giovanna Diamante (F) Matheus Santana BRA Brasil          | 3:53.93     | +4.60     |
| 5                 | 2     | Nathania van Niekerk (F) Jarred Crous Joshua Willem Steyn (M) Marlies Ross (F) RSA África do Sul    | 3:54.86     | +5.53     |
| 6                 | 5     | Luke Greenbank (M) Georgina Evans (F) Charlotte Atkinson (F) Duncan Scott (M) GBR Grã-Bretanha      | 3:58.32     | +8.99     |
| 7                 | 1     | Tereza Grusova (F) Vojtech Simbartl (M) Lucie Svecena (F) Petr Novak (M) CZE Chéquia                | 3:59.63     | +10.30    |
| 8                 | 8     | Laura Yus Fernandez (F) Gonzalo Barbero (M) Juan Pablo Sanchez (M) Africa Zamorano Sanz ESP Espanha | 3:59.71     | +10.38    |